# Division 2 1949/50
Die Division 2 1949/50 war die elfte Austragung der zweithöchsten französischen Fußballliga. Zweitligameister wurde Olympique Nîmes.

## Vereine
Teilnahmeberechtigt waren die 16 Vereine, die nach der vorangegangenen Spielzeit weder in die erste Division aufgestiegen waren noch ihren Profistatus – freiwillig oder gezwungen – aufgegeben hatten. Dazu kamen je ein Erstligaabsteiger und ein Neuling, der Profistatus angenommen hatte. Dabei handelte es sich – dies war eine Premiere im französischen Profifußball – um einen rechtlich selbständigen Verein, für den die zweite Mannschaft von Olympique Marseille spielte.
Somit spielten in dieser Saison offiziell folgende 18 Mannschaften um die Meisterschaft der Division 2:
- zwei Mannschaften aus dem äußersten Norden (US Valenciennes-Anzin, AC Amiens),
- zwei aus Paris und der Champagne (CA Paris, AS Troyes-Savinienne),
- einer aus dem Nordosten (Racing Club Franc-Comtois Besançon),
- fünf aus dem Westen (US Le Mans, FC Nantes, SCO Angers, Le Havre AC, FC Rouen),
- acht aus dem Südosten (Lyon Olympique Universitaire, AS Béziers, Olympique Alès, Olympique Nîmes, Neuling GSC Marseille 2, SC Toulon, Absteiger AS Cannes-Grasse und AS Monaco).

Einen direkten Auf- und Abstieg in Abhängigkeit vom sportlich erzielten Ergebnis hatte es vor dem Zweiten Weltkrieg lediglich zwischen erster und zweiter Profi-Division gegeben; danach war über einige Jahre ein Abstieg in die dritthöchste Spielklasse eingeführt worden. Außerdem konnte ein Zweitdivisionär dann absteigen, wenn er seine Lizenz abgab oder sie ihm entzogen wurde. Bisherige Amateurmannschaften hingegen konnten auch weiterhin nur dann zur folgenden Saison in die Division 2 aufsteigen, wenn sie vom zuständigen Verband FFF die Genehmigung erhielten, professionellen Status anzunehmen.

## Saisonverlauf
Jede Mannschaft trug gegen jeden Gruppengegner ein Hin- und ein Rückspiel aus, einmal vor eigenem Publikum und einmal auswärts. Es galt die Zwei-Punkte-Regel; bei Punktgleichheit gab das Torverhältnis den Ausschlag für die Platzierung. In Frankreich wird bei der Angabe des Punktverhältnisses ausschließlich die Zahl der Pluspunkte genannt; hier geschieht dies in der in Deutschland zu Zeiten der 2-Punkte-Regel üblichen Notation.
Hinsichtlich der wesentlichen Entscheidungen herrschte schon weit vor dem letzten Spieltag Klarheit. Die zum Aufstieg berechtigenden Tabellenplätze hatten sich mit Nîmes und Le Havre frühzeitig zwei Mannschaften gesichert, die am Ende den drittplatzierten Erstligaabsteiger aus Cannes um 16 beziehungsweise 12 Punkte distanzieren konnten. Ähnlich sah es im unteren Bereich des Gesamtklassements aus, wo Paris schließlich 16 Punkte Rückstand auf den Vorletzten aufwies. Aber obwohl der CAP bereits in den beiden vorangehenden Spielzeiten lediglich eine einzige Mannschaft hinter sich zu lassen vermocht hatte, blieb dieses Gründungsmitglied des professionellen Ligabetriebs von 1932 unter seinem Präsidenten Marcel Langiller auch weiterhin bei der Stange.
Diese Saison war für einen klein gewachsenen, dribbelstarken Flügelstürmer namens Raymond Kopaszewski, der bei Angers noch als 17-Jähriger debütierte und sich in den folgenden Jahren zu einem der besten Fußballer Europas entwickeln sollte, die erste als bezahlter Spieler. In den 306 Begegnungen der Division 2 wurden 954 Treffer erzielt; das entspricht einem Mittelwert von 3,1 Toren je Spiel. Die Torjägerkrone gewann Edmond Haan aus Nîmes mit 27 Toren.
Seinen Profistatus gab nach Saisonende kein Verein auf, und es erhielt auch keiner aus der dritten Liga eine neue Lizenz. Somit kamen zur folgenden Spielzeit lediglich die beiden Erstdivisionäre SO Montpellier und FC Metz hinzu.

## Abschlusstabelle
| Pl. | Verein                | Sp. | S  | U  | N  | Tore    | Quote | Punkte |
| --- | --------------------- | --- | -- | -- | -- | ------- | ----- | ------ |
| 1.  | Olympique Nîmes       | 34  | 25 | 7  | 2  | 087:280 | 3,11  | 57:11  |
| 2.  | Le Havre AC           | 34  | 24 | 5  | 5  | 085:250 | 3,40  | 53:15  |
| 3.  | AS Cannes-Grasse (A)  | 34  | 17 | 7  | 10 | 065:400 | 1,63  | 41:27  |
| 4.  | AS Béziers            | 34  | 12 | 13 | 9  | 057:530 | 1,08  | 37:31  |
| 5.  | FC Rouen              | 34  | 13 | 10 | 11 | 056:450 | 1,24  | 36:32  |
| 6.  | US Valenciennes-Anzin | 34  | 15 | 6  | 13 | 052:640 | 0,81  | 36:32  |
| 7.  | Lyon OU               | 34  | 14 | 7  | 13 | 048:510 | 0,94  | 35:33  |
| 8.  | Olympique Alès        | 34  | 13 | 8  | 13 | 052:520 | 1,00  | 34:34  |
| 9.  | AC Amiens             | 34  | 13 | 7  | 14 | 055:540 | 1,02  | 33:35  |
| 10. | SC Toulon             | 34  | 11 | 11 | 12 | 052:600 | 0,87  | 33:35  |
| 11. | GSC Marseille 2 (N)   | 34  | 12 | 7  | 15 | 047:610 | 0,77  | 31:37  |
| 12. | US Le Mans            | 34  | 11 | 8  | 15 | 048:530 | 0,91  | 30:38  |
| 13. | Racing FC Besançon    | 34  | 13 | 4  | 17 | 046:530 | 0,87  | 30:38  |
| 14. | AS Troyes-Savinienne  | 34  | 9  | 12 | 13 | 038:620 | 0,61  | 30:38  |
| 15. | SCO Angers            | 34  | 11 | 7  | 16 | 046:570 | 0,81  | 29:39  |
| 16. | AS Monaco             | 34  | 11 | 7  | 16 | 040:530 | 0,75  | 29:39  |
| 17. | FC Nantes             | 34  | 9  | 9  | 16 | 044:570 | 0,77  | 27:41  |
| 18. | CA Paris              | 34  | 3  | 5  | 26 | 036:860 | 0,42  | 11:57  |

Platzierungskriterien: 1. Punkte – 2. Torquotient
| (A) | Absteiger aus der Division 1 1948/49 |
| (N) | Neuaufsteiger                        |